# Amtsgericht Neustettin
Das Amtsgericht Neustettin war ein preußisches Amtsgericht mit Sitz in Neustettin, Provinz Pommern.

## Geschichte
In Neustettin bestand von 1849 bis 1879 das Kreisgericht Neustettin. Das königlich preußische Amtsgericht Neustettin wurde mit Wirkung zum 1. Oktober 1879 als eines von zwölf Amtsgerichten im Bezirk des Landgerichtes Köslin im Bezirk des Oberlandesgerichtes Stettin gebildet. Der Sitz des Gerichtes war Neustettin. Sein Gerichtsbezirk umfasste den Kreis Neustettin ohne den Teil, der den Amtsgerichten Bärwalde,  Ratzebuhr und Tempelburg zugeordnet war. Am Gericht bestanden 1880 drei Richterstellen. Das Amtsgericht war damit ein großes Amtsgericht im Landgerichtsbezirk. Am Gericht war eine Strafkammer eingerichet.
Im Jahre 1945 wurden der größte Teil Pommerns, darunter der Sprengel des Amtsgerichtes Neustettin, unter polnische Verwaltung gestellt und die deutschen Bewohner vertrieben. Damit endete die Geschichte des Amtsgerichtes Neustettin. Unter polnischer Verwaltung entstand das Sąd Rejonowy w Szczecinku (1950–1975: Sąd Powiatowy w Szczecinku).